# 野中宮山古墳

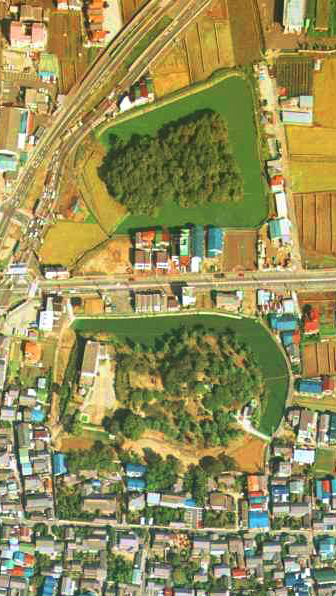
はざみ山古墳（上）と野中宮山古墳（下）の空中写真。

野中宮山古墳（のなかみややまこふん）は、大阪府藤井寺市野中2丁目にある前方後円墳。

## 立地と規模
古市古墳群のほぼ中央、誉田御廟山古墳の西、墓山古墳の北、はざみ山古墳の南に位置する。規模は全長約154メートルであり、後円部は径が約100メートル、高さ約14.1メートル、前方部は幅が約75メートル、高さ約10.1メートルである。

## 概要
墳丘は三段築成で、くびれ部の両側には造り出しがある。周囲に周濠と堤をめぐらし、堤の外側には区画用とみられる掘り込みが掘削されていることが発掘調査により明らかになっている。現在、後円部上には野中神社、前方部には幼稚園があるなど、墳丘の改変が著しい。
後円部頂に板石が散乱していることから、竪穴式石槨の存在が推定される。板状の銅製品の出土が伝わっている以外、副葬品は不明。1984年（昭和59年）・1985年（昭和60年）の発掘調査により、葺石と円筒埴輪列の存在が確認された。また、南側の造出しからは、家、蓋、盾、囲み、水鳥、鶏、馬、猪などの形象埴輪が出土した。これらの埴輪や、前方部が後円部に対して短小・低平であるという墳形上の特徴から、4世紀末葉の築造と推定されている。